# Hjorthöjden
Hjorthöjden, stadsdelsområde med hyreslägenheter som ligger i västra Ronneby i närheten av Härstorpssjön. Stadsdelen bygges i slutet av sextiotalet.[källa behövs]